# 茂六柱虫
茂六柱虫（学名：Hexastylus thaletis）为三轴球虫科六柱虫属的动物。分布于热带太平洋，包括东海等海域。